# Txetx Etcheverry
Jean-Noël Etcheverry dit Txetx Etcheverry ou Txetx Etxeberri, voire simplement « Txetx », est un militant basque et écologiste français né le 23 décembre 1964 à Saint-Jean-Pied-de-Port (Pyrénées-Atlantiques).

## Jeunesse
Txetx Etcheverry, de son vrai nom Jean-Noël Etcheverry, est né au Pays basque dans une famille d'éleveurs d'Ascarat. Après avoir fugué à seize ans à Bayonne, il se rapproche du mouvement séparatiste basque, découvre les luttes sociales et aspire à faire de l'humanitaire en Afrique au Burkina-Faso  après sa formation d'infirmier. Il renonce après le coup d'État contre Thomas Sankara et rejoint le mouvement abertzale, qui mêle défense du Pays basque avec la lutte sociale et écologique et dont il devient l'une des figures principales.

## Engagements
Dans les années 1980 et 90, il s'engage dans de nombreuses activités politiques et syndicales, notamment au sein du mouvement Patxa, puis dans le parti politique souverainiste Abertzaleen Batasuna, mais aussi dans des initiatives culturelles. À cette époque, il sera aussi le témoin des assassinats dans l'Hôtel Montbar, commis par le GAL, commandos para-policiers et para-militaires. Il fonde avec l'association Piztu, en 1995 le festival musical Euskal Herria Zuzenean, puis le mouvement de désobéissance civile DEMO-Démocratie pour le Pays basque. En 2001, après les accords de Lizarra-Garazi, Txetx fait partie de la majorité des membres du parti politique Abertzaleen Batasuna a condamner la violence d'Euskadi ta Askatasuna (ETA) comme moyen de lutte pour l'indépendance basque.
En 2004, il crée la Fondation Manu Robles-Arangiz, émanation au Pays basque français du syndicat basque espagnol Eusko Langileen Alkartasuna (ELA), et dans la foulée, en janvier 2005 il participe à la création d'Euskal Herriko Laborantza Ganbara, la chambre d'agriculture alternative du Pays basque, qui vise à défendre une agriculture plus respectueuse de l'environnement au sein du Pays basque. Cette chambre d'agriculture sera poursuivie par l'État français pour usurpation de la dénomination de chambre d'agriculture. Dès lors, Txetx Etcheverry prend la tête du comité de soutien de l'Euskal Herriko Laborantza Ganbara jusqu'à la victoire d'abord en première instance en 2009, puis en appel en 2010, après quoi l'État français renonce à ses poursuites.
Le 6 février 2007, il est interpellé à son domicile et placé en garde à vue dans le cadre d'une enquête antiterroriste sur son éventuelle implication dans les activités de l'ETA dans les années 1990 à la suite des aveux du militant béarnais Robert Arricau. Après une forte mobilisation citoyenne, et faute de preuves à son encontre, il est relâché le 8 février après trois jours de garde à vue.

### Désarmement de l'ETA
En 2016, alors que la France poursuit les arrestations et ne communique plus avec l'ETA, Etcheverry et d'autres membres civils demandent à l'ETA de se désarmer afin d'éviter une reprise de la lutte armée basque en France. Ils parviennent à récupérer des caisses d’explosifs, 6,5 kg de pentrite, plus 910 détonateurs électriques et 1 500 détonateurs pyrotechniques, des caisses d’armes (vingt-six armes de poing, douze pistolets-mitrailleurs, huit fusils d’assaut) 3 400 munitions. Une caméra numérique sur trépied et des textes de communication sont présents afin de préparer la destructions de cet arsenal et un communiqué filmé.
Le 16 décembre 2016 Etcheverry et d'autres personnalités de la société civile basque sont arrêtés à Louhossoa par des policiers cagoulés et lourdement armés alors qu'il s'apprêtait à participer à l'activité de destruction d'armes de l'ETA. À la suite de fortes mobilisations populaires et politiques, les cinq détenus sont relâchés après quatre jours de garde à vue. Cet épisode est considéré par certains comme un changement dans l'histoire du désarmement, la société civile en étant directement partie prenante.
Le procès se tient en 2024.

## Engagement écologique

### Bizi!
Avec d'autres militants écologistes du Pays basque, il fonde le 24 juin 2009 le collectif écolo-abertzale Bizi ! en vue de participer au sommet de Copenhague, qui sert de cadre à la sensibilisation du public basque aux enjeux du réchauffement climatique. Malgré l'échec de ce sommet, Bizi! devient une association l'année suivante et s'engage dans de nouvelles activités, et notamment l'organisation d'un village des alternatives pour la fin 2010, qui ne se concrétisera pas.
Ainsi, Txetx Etcheverry contribue à la mise en place de l'eusko, la monnaie locale du Pays basque. Lancée en janvier 2013, elle connaît un rapide essor et comptait début 2015, 3 000 usagers et 550 prestataires.
En février 2015, il participe à l'opération de réquisition de chaises lancée contre HSBC pour dénoncer sa participation au scandale des Swissleaks, déclenchant des opérations similaires dans le reste de la France menées par d'autres associations, et notamment Attac. Une plainte est déposée et, convoqué par la police, Txtetx Etcheverry ressort libre mais reste sous le coup d'une enquête.

### Alternatiba
C'est finalement les 5 et 6 octobre 2013 qu'il organise avec Bizi ! le festival Alternatiba, défini comme étant un « processus de mobilisation de la société face au défi du changement climatique ». Ayant accueilli plusieurs milliers de personnes dans une ambiance festive, mais pourtant tourné vers des alternatives à la société actuelle.
À cette occasion, un appel à lancer d'autres villages dans le reste de l'Europe est lancé. Il suscite un enthousiasme qui se concrétise par la création dès le printemps 2014 de plusieurs collectifs Alternatiba en France, qui eux-mêmes organiseront leurs propres villages. Bizi ! joue un rôle moteur en mettant à disposition des autres collectifs un kit méthodologique expliquant comment procéder. Txtetx Etcheverry devient alors le porte-parole de la coordination européenne des Alternatiba.
Au printemps 2014 est lancé le projet d'un tour de France avec des vélos multiplaces (deux triplettes et une quadruplette) pour sensibiliser les territoires aux enjeux du réchauffement climatique. Ce tour s'est élancé de Bayonne le 5 juin 2015 pour arriver à Paris le 26 septembre, alors qu'avait lieu le village Alternatiba de Paris, après avoir parcouru 187 étapes, 5600 km et mobilisé plus de 62 000 personnes sur son passage.
Peu de temps avant la conférence de Paris sur le climat, il fonde avec Jon Palais l'association Action non-violente COP21, qui se veut être davantage portée sur la désobéissance civile.